# McCoy Tyner Plays Ellington
McCoy Tyner Plays Ellington – szósty album amerykańskiego pianisty jazzowego McCoya Tynera, wydany po raz pierwszy w 1965 roku z numerem katalogowym A-79 nakładem Impulse! Records.

## Powstanie
Materiał na płytę został zarejestrowany 2 (dwa utwory dodatkowe na CD), 7 (A3, B1, B3, trzeci utwór dodatkowy na CD) i 8 grudnia (A1, A2, A4, B2) 1964 roku przez Rudy’ego Van Geldera w należącym do niego studiu (Van Gelder Studio) w Englewood Cliffs w stanie New Jersey. Utwory wykonali: McCoy Tyner (fortepian), Jimmy Garrison (kontrabas) i Elvin Jones (perkusja), których w trakcie ostatniego dnia nagrań wsparli Willie Rodriguez i Johnny Pacheco, grający na instrumentach perkusyjnych. Produkcją albumu zajął się Bob Thiele.

## Lista utworów
Opracowano na podstawie materiału źródłowego.
Wydanie LP
Strona A
| Nr | Tytuł utworu   | Muzyka                               | Długość |
| -- | -------------- | ------------------------------------ | ------- |
| 1. | „Duke’s Place” | Duke Ellington, Bob Katz, Bob Thiele | 3:18    |
| 2. | „Caravan”      | Ellington, Juan Tizol                | 3:32    |
| 3. | „Solitude”     | Ellington                            | 5:09    |
| 4. | „Searchin’”    | Steve Allen, Ellington               | 4:33    |
|    |                |                                      | 16:32   |

Strona B
| Nr | Tytuł utworu              | Muzyka                     | Długość |
| -- | ------------------------- | -------------------------- | ------- |
| 1. | „Mr. Gentle and Mr. Cool” | Shorty Baker, Ellington    | 6:28    |
| 2. | „Satin Doll”              | Ellington, Billy Strayhorn | 4:10    |
| 3. | „Gypsy Without a Song”    | Ellington, Tizol           | 4:57    |
|    |                           |                            | 15:35   |

Utwory dodatkowe na CD
| Nr | Tytuł utworu                                         | Muzyka           | Długość |
| -- | ---------------------------------------------------- | ---------------- | ------- |
| 1. | „It Don't Mean a Thing (If It Ain't Got That Swing)” | Ellington        | 4:02    |
| 2. | „I Got It Bad (and That Ain't Good)”                 | Ellington        | 5:57    |
| 3. | „Gypsy Without a Song (alternate take)”              | Ellington, Tizol | 6:17    |
|    |                                                      |                  | 16:16   |

## Twórcy
Opracowano na podstawie materiału źródłowego.
Muzycy:
- McCoy Tyner – fortepian
- Jimmy Garrison – kontrabas
- Elvin Jones – perkusja
- Willie Rodriguez – instrumenty perkusyjne (A1, A2, A4, B2)
- Johnny Pacheco – instrumenty perkusyjne (A1, A2, A4, B2)

Produkcja:
- Bob Thiele – produkcja muzyczna
- Rudy Van Gelder – inżynieria dźwięku